# Gustave Ferrié
Pour les articles homonymes, voir Ferrié.
Gustave Auguste Ferrié, né le 19 novembre 1868 à Saint-Michel-de-Maurienne (Savoie) et mort le 16 février 1932 à Paris 5e, est un ingénieur et général français, pionnier de la radiodiffusion et de la normalisation des temps et cycles, qui aboutit à la création du Bureau international de l'heure.

## Biographie

### Famille et formation

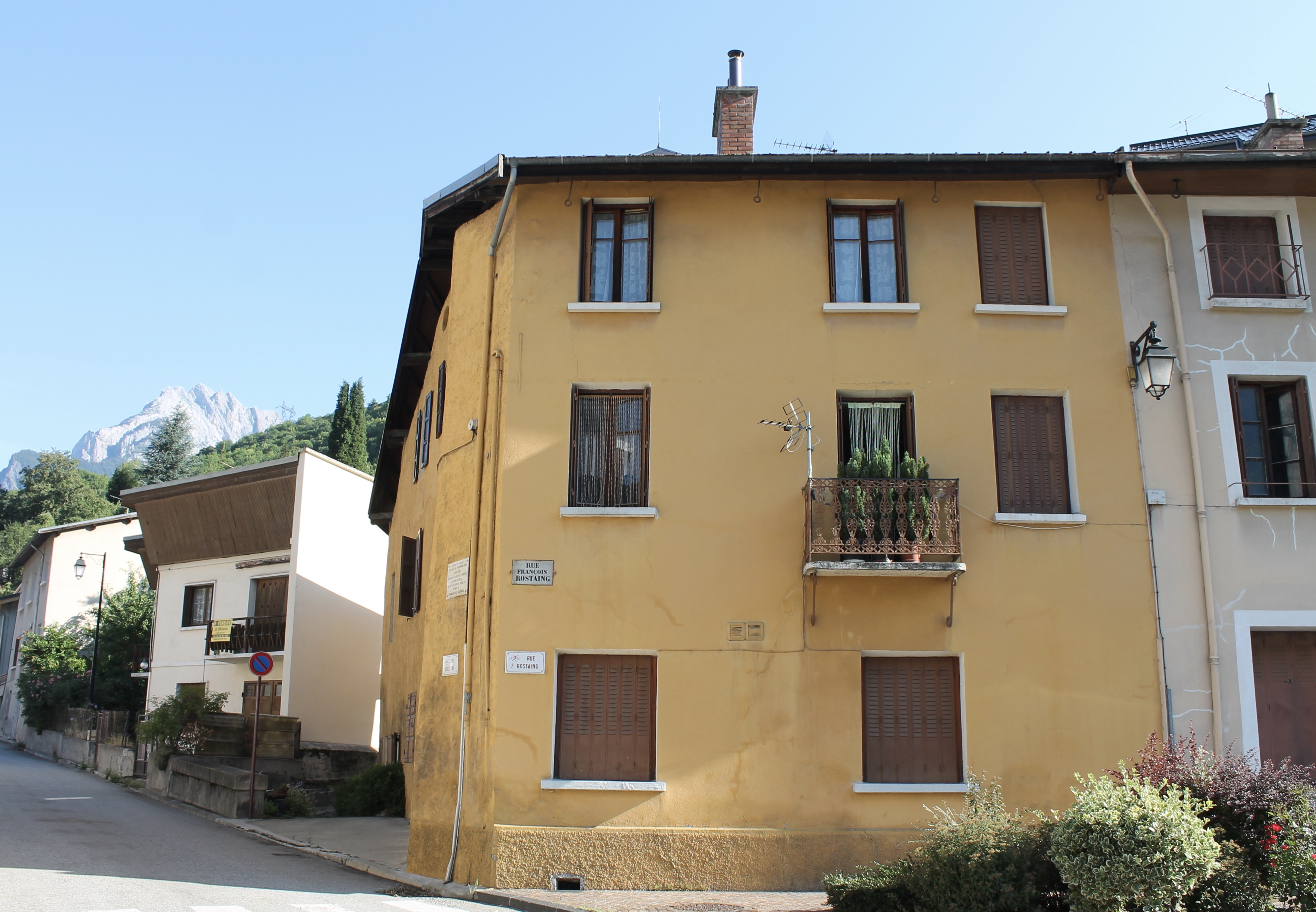
Maison de naissance du général Gustave Ferrié à Saint-Michel-de-Maurienne.

Né d’un père ingénieur dans les chemins de fer, Gustave Ferrié passe son enfance à Saint-Michel-de-Maurienne en Savoie. Son père Pierre Ferrié, originaire de Limoux, est ingénieur autodidacte des Ponts-et-Chaussées et s'est installé en Maurienne pour les travaux du Chemin de fer du Mont-Cenis. Il a épousé Joséphine Manecy, issue d’une vieille famille de Saint-Jean-de-Maurienne dont les membres ont exploité le relais de poste.
En 1882, Pierre Ferrié s’installe à Draguignan et le jeune Gustave poursuit jusqu'en 1884 ses études au lycée de Draguignan où il se montre bon élève, mais dilettante. C'est là qu'il reçoit sa première distinction, le prix Claude Gay, du nom d'un académicien des sciences originaire de Draguignan qui récompense un lycéen de sa ville natale. Le jeune Gustave s'installe ensuite à Marseille et étudie au lycée Thiers ; il obtient son baccalauréat en 1884 et y prépare le concours de l'École polytechnique avec le statut de boursier. Il est reçu à la deuxième tentative, en 1887 (promotion X 1887), avec un classement moyen. À la sortie de l'école, Ferrié choisit l'arme du génie, qui s’occupe de la télégraphie optique et de la télégraphie électrique.
Il épouse Pierrette Pernelle, fille du photographe de Belfort Charles Pernelle. Ils n'ont pas eu d'enfant. Sa sœur Hélène épouse le frère de l'actrice Pauline Carton.

### Carrière professionnelle
Le 1er octobre 1889, Gustave Ferrié entre à l'École d'application du génie, à Fontainebleau. En novembre 1891, lieutenant, il est affecté au 4e régiment du génie à Grenoble où il a l'occasion de suivre les cours d'électrotechnique du professeur Paul Janet. Et au début de 1893, il suit son premier stage de télégraphie militaire au Mont-Valérien (Suresnes). Il y est rappelé comme instructeur en 1895 après deux ans de garnison à Besançon. Il est nommé en 1897 commandant  de l'« école de télégraphie militaire du Mont Valérien » créée un an plus tôt. Les dernières années du XIXe siècle correspondent aux balbutiements de la radio qui prendra le nom de Télégraphie sans fil (TSF). En 1899, l'Italien Marconi, qui a effectué au Royaume-Uni les premières liaisons sans fil sur une distance de plusieurs kilomètres, propose à la France de l'équiper en matériel de TSF. La technologie de Marconi utilise pour la réception le détecteur d'Édouard Branly. Ferrié est alors nommé à la tête de la commission interministérielle chargée de suivre les essais de liaison radioélectrique entre la plage de Wimereux sur les bords de la Manche, et le phare de South Foreland en Angleterre, à une distance de 46 km. Ferrié rend un rapport enthousiaste sur la nouvelle technologie. Le 22 août 1900, lors du Congrès international d'électricité tenu à Paris du 15 au 25 août 1900, dans le cadre de l'exposition universelle de 1900, il présente une communication ayant pour titre L'état actuel et les progrès de la télégraphie sans fil, où il est expliqué que « Le seul système pratique de télégraphie sans fil est celui qui eut pour point de départ la théorie des ondes hertziennes et qui s'est développé grâce à l'expérience d’Édouard Branly, aux travaux de Guglielmo Marconi et aux expériences récentes de Camille Papin Tissot ; mais on ne saurait donner actuellement une théorie parfaite du phénomène ».

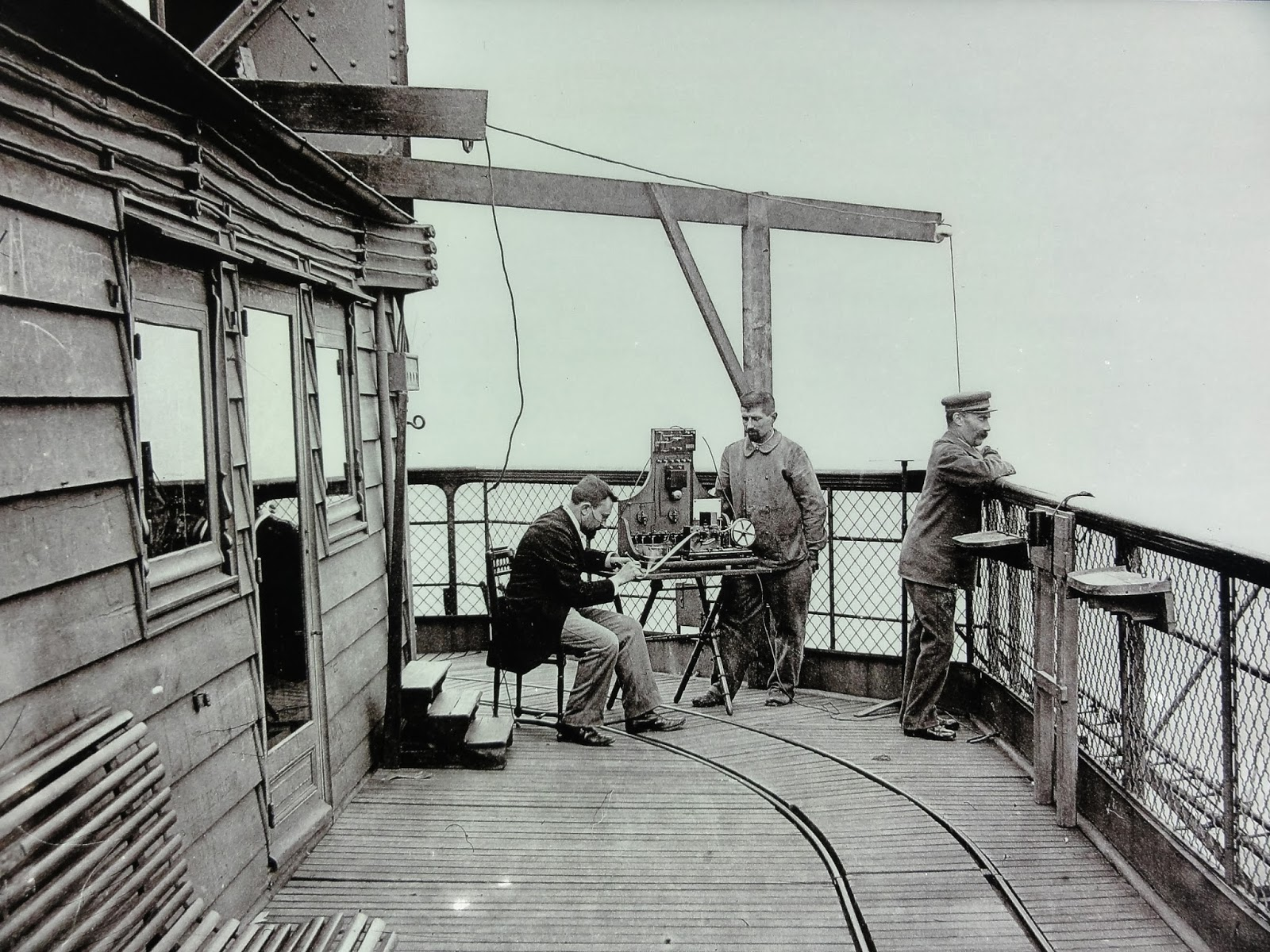
Première expérimentation de TSF au sommet de la tour Eiffel par Eugène Ducretet le 5 novembre 1898.

Le ministre de la Guerre Freycinet refuse de se lier à la technologie de Marconi et, en 1900, demande à Ferrié de développer la TSF militaire française. La même année, Ferrié, en collaboration avec le commandant Boulanger, publie un ouvrage de référence La télégraphie sans fil et les ondes électriques, le premier du genre en langue française.
En 1902, il installe en moins de trois mois une communication radiotélégraphique entre les îles de la Martinique et de la Guadeloupe distantes de 180 km, pour remplacer le câble télégraphique, détruit lors de la catastrophe de la montagne Pelée du 8 mai 1902.
En 1903, il perfectionne la télégraphie sans fil (TSF) en inventant un nouveau récepteur électrolytique associé à sa proposition d'installation d'une antenne au sommet de la tour Eiffel, donnant ainsi avec cette utilisation une raison supplémentaire pour le non-démantèlement de la tour, qui était prévu à la fin de l'Exposition universelle de Paris de 1889. 

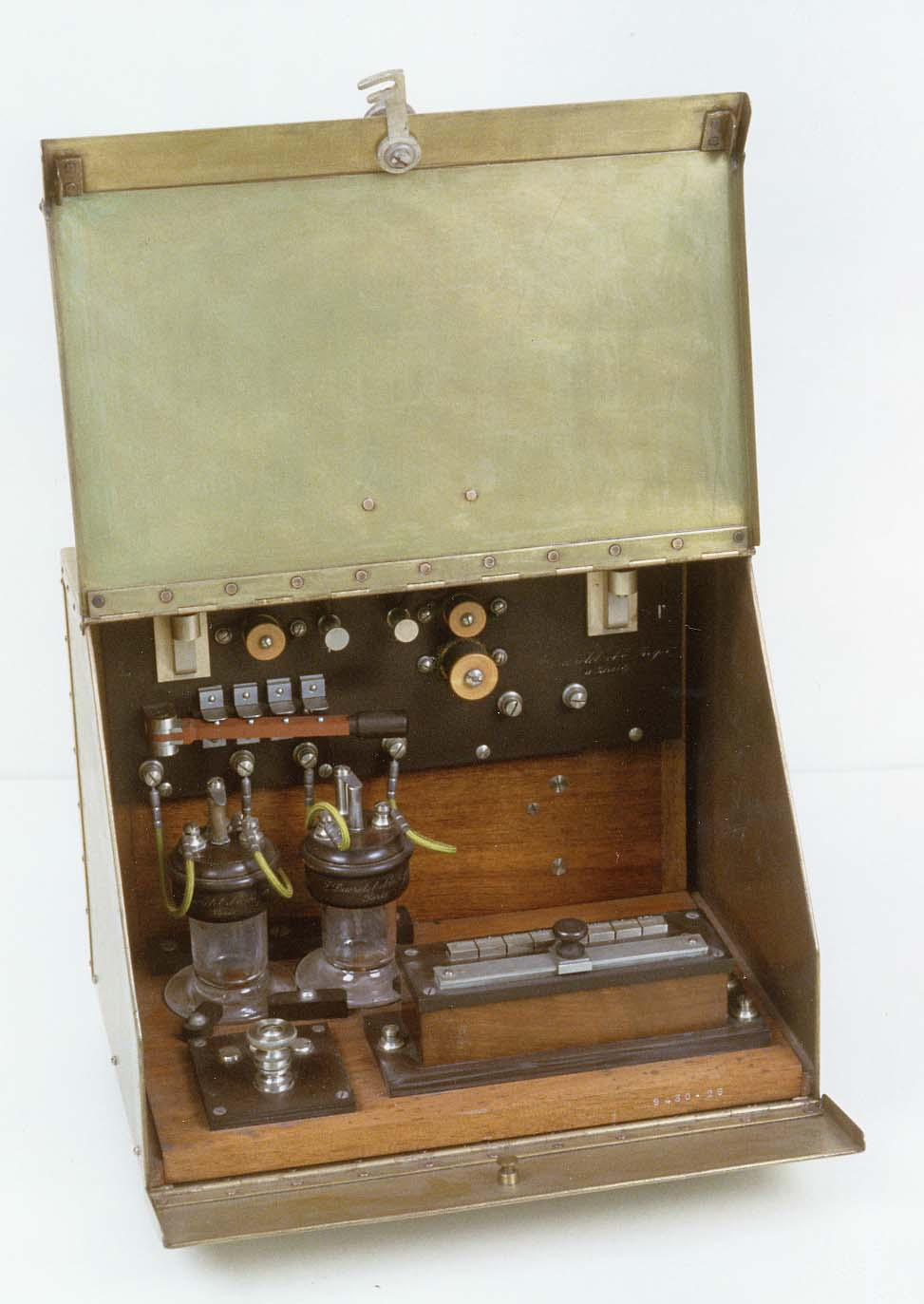
Récepteur électrolytique de Ferrié construit par Ducretet et Roger.
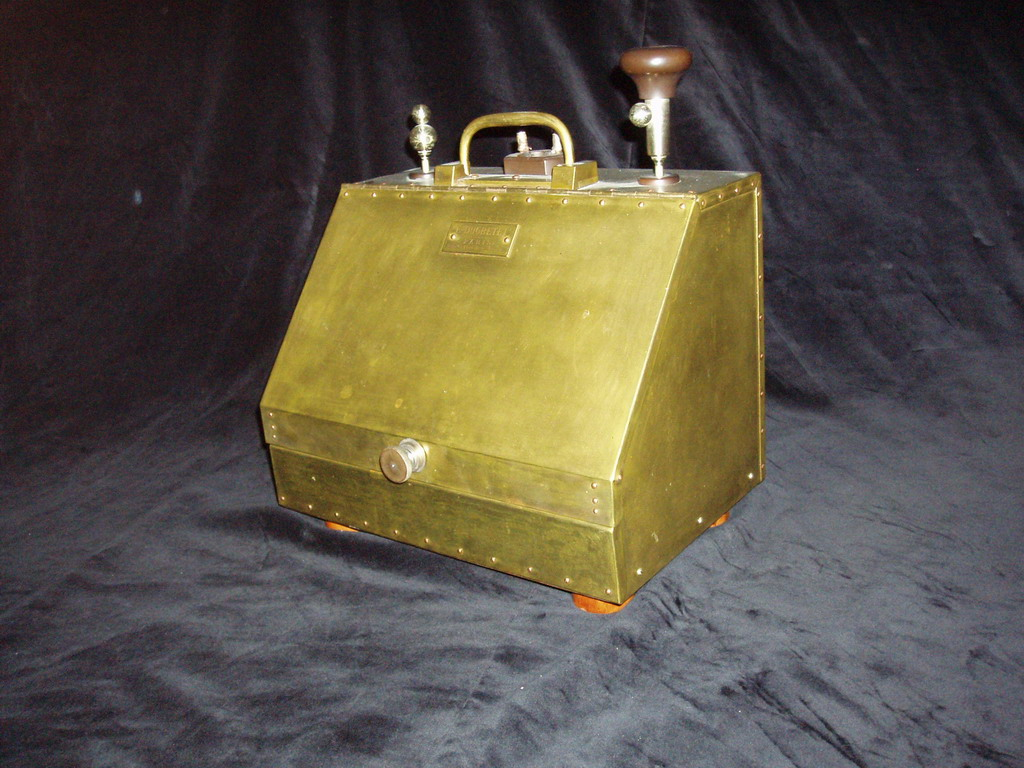
(Musée des sciences et des techniques Léonard de Vinci).

Il conduit ses travaux avec trois officiers de marine : Camille Tissot, Maurice Jeance et Victor Colin. La portée de l'émetteur, d'abord de 400 km, passe en 1908 à près de 6 000 km, permettant de joindre non seulement les garnisons proches de la frontière allemande, mais aussi la Russie, alliée de la France.
En liaison avec le Bureau des longitudes, Ferrié met ses connaissances de la TSF au service de la standardisation de l'heure sur tout le territoire français : à partir de 1910, l'émetteur de la tour Eiffel émet à intervalles réguliers des signaux qui permettent de rectifier l'« indication des horloges dans les différentes provinces »,.
Pendant la Première Guerre mondiale, il développe la radiotélégraphie pour les unités d'infanterie et d'artilleurs et devient ainsi l'un des artisans de la victoire de 1918. Cette démarche est concrétisée en mars 1918 par sa nomination, par l'intermédiaire du général Henri Mordacq, à la tête  de l'Inspection des télégraphies militaires.
Concrètement, dès 1914, il propose des modifications techniques permettant un meilleur échange entre l'émetteur et le récepteur, doté d'une triode. Durant la guerre, ses postes de radio sont construits à plus de 10 000 exemplaires.
Lorsque les États-Unis entrent en guerre en 1917, le plan des installations de l'émetteur de Lafayette est confié au colonel Ferrié, dans le cadre de la Radiotélégraphie militaire française.
Nommé général en 1919 à 51 ans, il est élu membre de l'Académie des sciences en 1922 et inspecteur général de la télégraphie militaire.
En 1917, il est nommé « compagnon de l'Institut international des ingénieurs de radio » (Institute of Radio Engineers), et reçoit en 1931 la médaille d'Honneur (IEEE Medal of Honor) pour son travail pionnier dans le développement de la radiocommunication en France et dans le monde.
L'université d'Oxford lui décerne un doctorat honoris causa en 1919. Il est le premier secrétaire général du Comité national de géodésique et de géophysique (1920-1926). Il est président de l'Union internationale de la radio et de la Commission internationale des longitudes par radio, ainsi que vice-président du Bureau international des unions scientifiques.

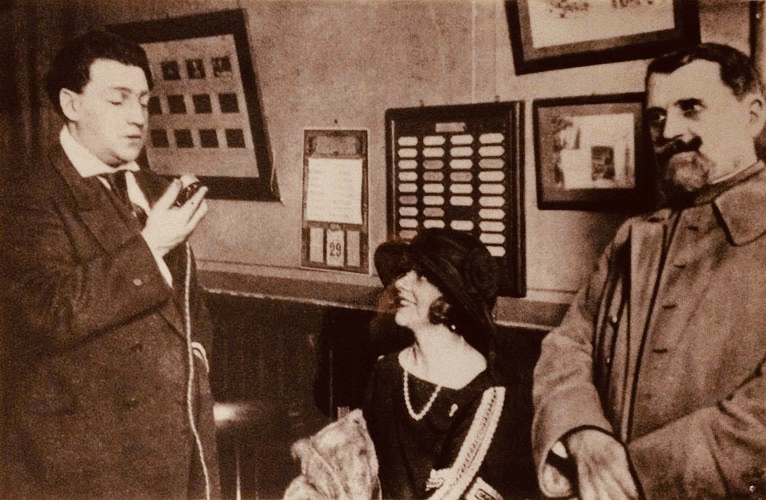
Gustave Ferrié (à droite), Yvonne Printemps et Sacha Guitry, à l'inauguration de la station radio de la tour Eiffel le 6 février 1922.

Ferrié fut le président de la Société astronomique de France (SAF) de 1925 à 1927. Il a remporté le Prix Jules-Janssen, le plus prestigieux de la société, en 1927.
Il a été élu membre d'honneur, le 26 novembre 1926, de la Société d'histoire et d'archéologie de Maurienne.
Élevé à la dignité de grand-croix de la Légion d'honneur le 15 février 1932, il meurt le lendemain à l'hôpital militaire du Val-de-Grâce à Paris à l'âge de 64 ans, victime d'une crise d'appendicite. Passionné par son travail et ne souhaitant pas s'interrompre, il tarde en effet à rejoindre l'hôpital. Il est inhumé au cimetière du Père-Lachaise (89e division).

## Décorations

### Françaises
Gustave Ferrié est fait chevalier de la Légion d'honneur le 12 juillet 1905, officier de la Légion d'honneur par décret du 30 décembre 1911, commandeur le 9 juillet 1921, puis élevé à la dignité de grand officier dans l'ordre national de la Légion d'honneur le 23 décembre 1927, décoration reçue des mains du maréchal Pétain le 19 janvier 1928. Il est élevé à la dignité de grand-croix dans l'ordre le 15 février 1932 mais ne recevra pas la décoration, car il meurt le lendemain.
Il est titulaire de la médaille coloniale avec agrafe « Casablanca » et grand-croix de l'ordre du Dragon d'Annam.
Le 6 février 1903, il est nommé officier d'académie.

### Étrangères
Gustave Ferrié a reçu de nombreuses décorations étrangères :
- Belgique : officier de l'ordre de la Couronne  et officier de l'ordre de Léopold ;
- Bénin : commandeur de l'ordre de l'Étoile noire ;
- Chine : commandeur de l'Ordre du Double Dragon ;
- Danemark : grand officier de l'ordre de Dannebrog ;
- États-Unis : médaille du Congrès pour services distingués dans la Marine, médaille du Congrès pour services distingués dans l'armée ;
- Italie : commandeur de l'ordre des Saints-Maurice-et-Lazare et commandeur de l'ordre de la Couronne d'Italie ;
- Japon : grand-croix de l'ordre du Soleil levant ;
- Maroc : grand officier de l'ordre du Ouissam alaouite ;
- Norvège : commandeur avec étoile de l'ordre de Saint-Olaf ;
- Pologne : commandeur avec étoile de l'ordre Polonia Restituta ;
- Roumanie : grand-croix de l'ordre de la Couronne et grand officier de l'ordre de l'Étoile de Roumanie ;
- Royaume-Uni : compagnon de l'ordre de Saint-Michel et Saint-Georges ;
- Russie : chevalier de l'ordre de Saint-Stanislas et commandeur de l'ordre de Sainte-Anne ;
- Serbie : commandeur de l'ordre de Saint-Sava et commandeur de l'ordre de l'Aigle blanc ;
- Suède : commandeur de 1re classe de l'ordre de l'Épée ;
- Tchécoslovaquie : grand officier de l'ordre du Lion blanc ;
- Tunisie : grand officier du Nichan Iftikhar ;
- Yougoslavie : grand officier de l'ordre de la Couronne de Yougoslavie.

## Hommages

### Odonymes

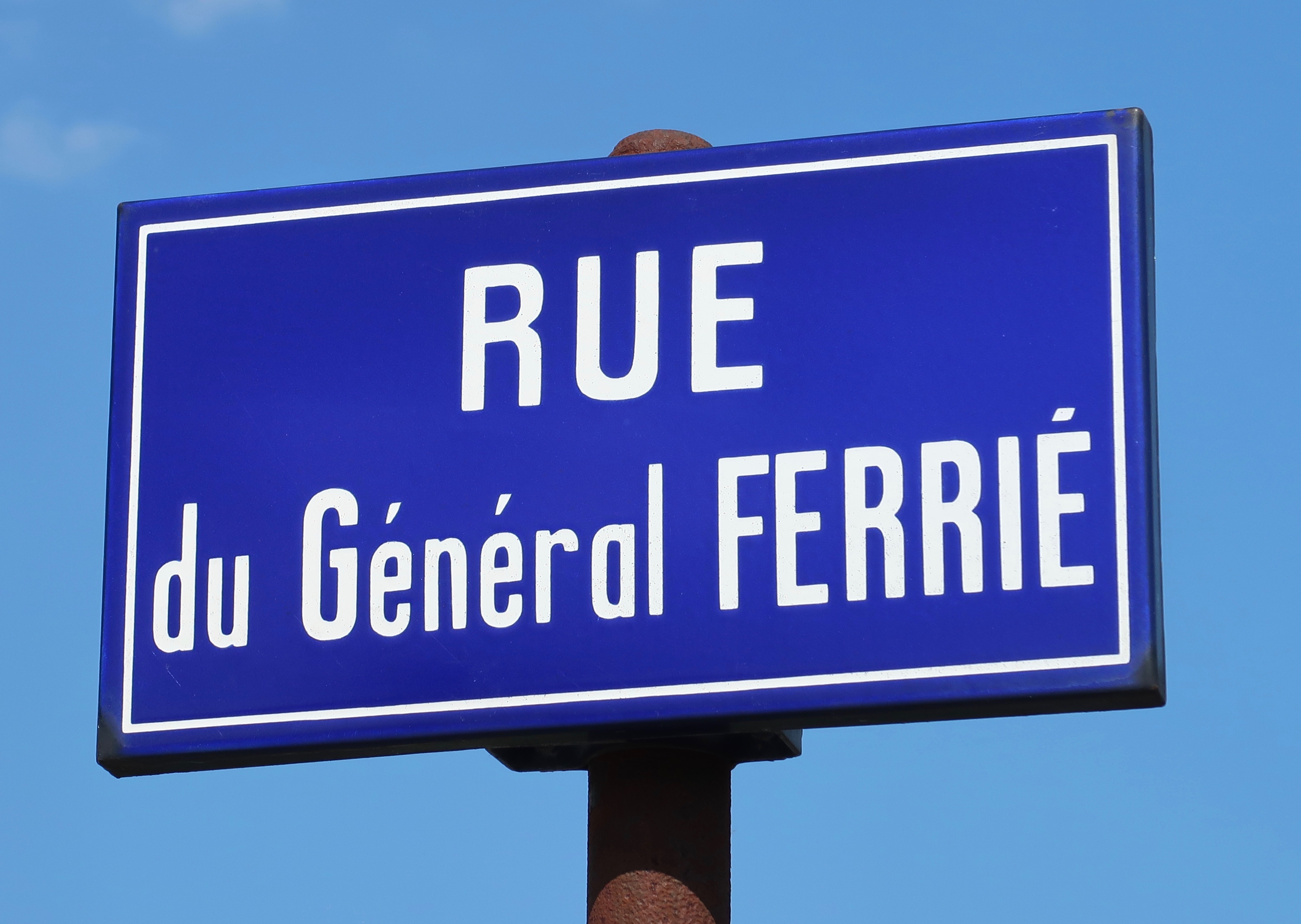
Plaque de la rue du Général-Ferrié aux Clayes-sous-Bois (Yvelines).

Plusieurs communes de France ont rendu hommage à Gustave Ferrié en donnant son nom à une voie :
- la ville de Marseille a donné son nom à une place du 8e arrondissement, à l'angle boulevard Cantini-Rabattau-Schloesing et des Aciéries. Sur cette place se tenaient les bureaux et les ateliers Lagier, constructeur de matériel radio pour la marine ;
- le square Ferrié à Saint-Cyr-sur-Mer ;
- la rue Général-Ferrié à Grenoble ;
- la rue du Général-Ferrié à Annecy, Colombes, à Cluses, à Saint-Michel-de-Maurienne et aux Clayes-sous-Bois, ainsi qu'à Chambéry ;
- le quartier Ferrié à Laval (ancienne caserne militaire) ;
- l'avenue du Général-Ferrié au Havre ;
- le boulevard et le square du Général-Ferrié, à Saint-Maur-des-Fossés.
- la rue du Général-Ferrié à Saint-Malo.
- l’avenue Gustave-Ferrié à Cholet.
- la rue du Général-Ferrié à Cannes.

### Établissements scolaires
- Un lycée professionnel dans le 10e arrondissement de Paris porte aussi son nom.
- Le lycée professionnel Général-Ferrié à Saint-Michel-de-Maurienne.
- Le collège Général-Ferrié à Draguignan (Var).
- Le département de génie électrique de l'INSA de Lyon[16].
- La cour Ferrié, sur le campus de l'École polytechnique.
- L'amphithéâtre Ferrié sur le campus de l'École supérieure d'électricité.

### En lien avec ses recherches sur les ondes radio
- Un monument commémoratif[17] en son honneur se trouve au pied de la tour Eiffel. Toujours sur le Champ-de-Mars, l'avenue du Général-Ferrié lui rend hommage, ainsi que l'espace Ferrié, sur la tour Eiffel.
- La Société de l'électricité, de l'électronique et des technologies de l'information et de la communication remet chaque année depuis 1963 le « grand prix de l'électronique Général Ferrié » à un chercheur dans le domaine des télécommunications[18].
- La promotion 2011 des élèves militaires de l'École nationale supérieure de techniques avancées de Bretagne porte son nom.
- Le musée des Transmissions, Espace Ferrié (musée militaire), à Cesson-Sévigné (près de Rennes), présente l'évolution des techniques de communication.

### Philatélie
Un timbre à son effigie est édité par les PTT en 1949, ainsi qu'une télécarte 50 unités par France Télécom en 1994.

### Peinture
Gustave Ferrié a été peint entre 1936 et 1937 par Raoul Dufy sur sa fresque intitulée La Fée Électricité, qui regroupe en particulier 108 savants et penseurs qui ont mis en valeur le rôle de l'électricité dans la vie nationale.

## Pour approfondir

#### Notices et ressources
- Ressources relatives à la recherche :   - Dimensions
  - La France savante
  - Isidore
  - Scopus
- Ressource relative à la santé :   - Bibliothèque interuniversitaire de santé
- Ressource relative à la vie publique :   - base Léonore
- Notices dans des dictionnaires ou encyclopédies généralistes :   - Britannica
  - Deutsche Biographie
  - Universalis
- Notices d'autorité :   - VIAF
  - ISNI
  - BnF (données)
  - IdRef
  - LCCN
  - GND
  - Espagne
- « Cote LH//962/16 », base Léonore, ministère français de la Culture
- Ferrié, Gustave Auguste (X 1887 ; 1868-1932), sur le site de la bibliothèque de l’École polytechnique.

#### Autres
- Gustave Ferrié : l'homme qui sauva la tour Eiffel
- Gustave Auguste Ferrié (1868-1932 ; X 1887)
- Le Général Ferrié (1868-1932), un soldat au service de la radioélectricité
- Photographies et plaques commémoratives à Paris
- « Gustave, Auguste Ferrié (1868-1932) »
- Raconte-moi la radio, « L'émetteur de la tour Eiffel »
- François-Joseph Fulcrand
- Espace Ferrié : Musée des Transmissions de Cesson-Sévigné
- Conférence de Michel Amoudry, décembre 2017, sur maurienne.tv (version audio en ligne)